# Никола Мистик
Никола Мистик (852 – 925) је био цариградски патријарх од 901. до 906. и од 912. до његове смрти 925.
Прославио се необичном строгошћу живота. Цар Лав оженио се четврти пут, због чега му је патријарх забранио улазак у цркву, а свештеника који га је венчао је рашчинио. Због тога је цар збацио патријарха и отерао га у манастир. Делегати римског папе Сергија III одобрили су цару четврти брак. Али када је цар умро, Никола је поново дошао на престо патријаршијски и сазвао сабор 925. године, на коме је четврти брак хришћанима забрањен. Најпре је овај светитељ био дворјанин високог чина, али је потом оставио све и замонашио се. Преминуо је 925. године.
Српска православна црква слави га 16. маја по црквеном, а 29. маја по грегоријанском календару.